# Bruck-Mürzzuschlag
Het district Bruck-Mürzzuschlag (Bezirk Bruck-Mürzzuschlag) is een district in de deelstaat Stiermarken, in het zuidoosten van Oostenrijk. Het is op 1 januari 2013 ontstaan door de fusie van de districten Bruck an der Mur en Mürzzuschlag. Het district heeft 98.242 inwoners (1-1-2022) en bestaat uit 19 gemeenten, waarvan vijf steden en tien marktgemeenten. Het is naar oppervlakte het op drie na grootste district van Oostenrijk.

## Gemeenten
- Aflenz
- Breitenau am Hochlantsch
- Bruck an der Mur (hoofdplaats)
- Kapfenberg
- Kindberg
- Krieglach
- Langenwang
- Mariazell
- Mürzzuschlag
- Neuberg an der Mürz
- Pernegg an der Mur
- Sankt Barbara im Mürztal
- Sankt Lorenzen im Mürztal
- Sankt Marein im Mürztal
- Spital am Semmering
- Stanz im Mürztal
- Thörl
- Tragöß-Sankt Katharein
- Turnau